# Porno (singolo)
Porno è un singolo del gruppo musicale italiano Finley e del cantante Naska, pubblicato il 17 febbraio 2023 e in rotazione radiofonica dal 3 marzo.

## Tracce
Testi e musiche di Carmine Ruggiero, Diego Caterbetti, Marco Pedretti.
1. Porno – 3:12

## Formazione
- Diego Caterbetti – voce

Finley
- Marco "Pedro" Pedretti – voce
- Carmine "Ka" Ruggiero – chitarra, voce
- Ivan Moro – basso
- Danilo "Dani" Calvio – batteria, voce